# Honda Z600
La Honda Z600 è un'autovettura prodotta dalla casa automobilistica giapponese Honda dal 1970 al 1974.
La Honda ha successivamente commercializzato un SUV facente parte della categoria delle kei car dal 1998 al 2003, senza alcuna relazione con la prima "Z600", chiamata Honda Z.
La carrozzeria era a due volumi con 2 porte e con schema meccanico tuttoavanti, dotata di motori bicilindrici da 354 cc, 356 cc e 598 cc, con la trasmissione a 4/5 marce.

## Storia

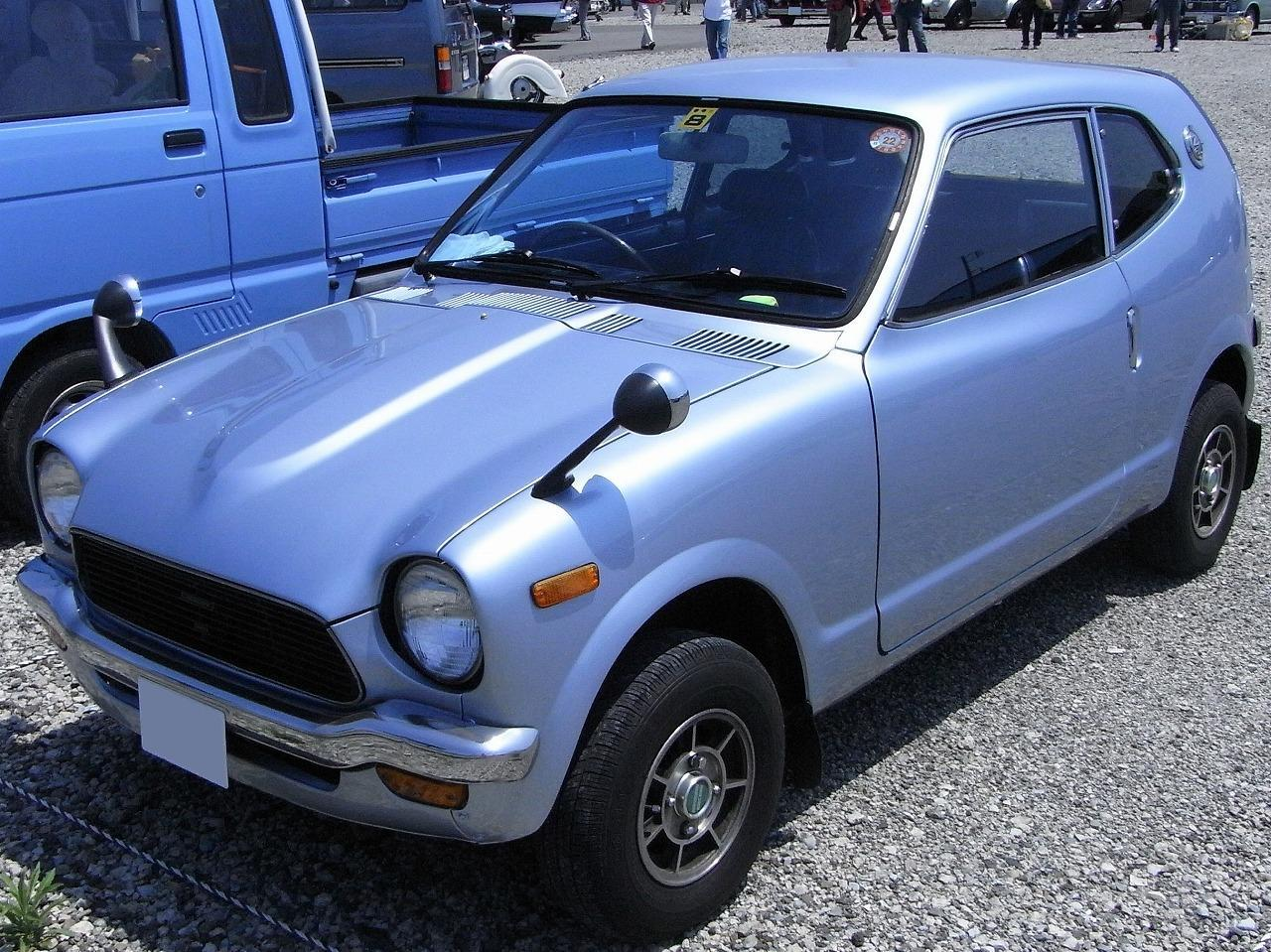
Honda Z360

La Honda Z a due porte ha debuttato nell'ottobre 1970 ed è stata commercializzata fino al 1973 nella maggior parte dei paesi. Negli USA (solo con il motore da 600 cc) fu venduta dal 1970 al 1972, per essere poi sostituita dalla Civic nel 1973. La produzione totale è stata di circa 40 500 unità.
In altri paesi fu importata una versione con un motore più piccolo chiamata Honda Z360 ed era disponibile in Giappone (e in altri mercati, come l'Australia) con un'unità bicilindrica da 354 cc.
La Z360 originariamente aveva un motore SOHC bicilindrico raffreddato ad aria da 354 cc, con una trasmissione a quattro o cinque marce e la trazione sulle ruote anteriori. La potenza sviluppata era di 31  CV a 8.500 giri/min per le versioni Act e Pro e 36 CV a 9.000 giri/min per gli allestimenti più sportivi TS e GS. Il motore della Z600 era un SOHC da 598 cc con una potenza di 36 CV. Nel dicembre 1971, la Z360 da 36 CV fu aggiornata e dotata di un sistema di raffreddamento a liquido; un mese dopo lo stesso sistema venne adottato anche per il motore da 31 CV. 
Nel novembre 1972, la vettura subì un ulteriore aggiornamento, con l'adozione di un nuovo motore EA da 356 cc disponibile solo nella versione più potente da 36 CV. La produzione terminò nel 1974, dopo l'arrivo della nuova Civic.
In Europa fu commercializzato solo la Z600. 918 vetture furono vendute in Europa, la maggior parte in Francia e Svizzera. Un gran numero di queste vetture vennero poi esportate verso la Germania (dove non era stato commercializzata), dove furono montati motori da 242 cc per adattarsi a una particolare categoria di licenza di guida chiamata "Classe IV", per ottenere la quale non veniva richiesto alcun esame.